# Franz Mett

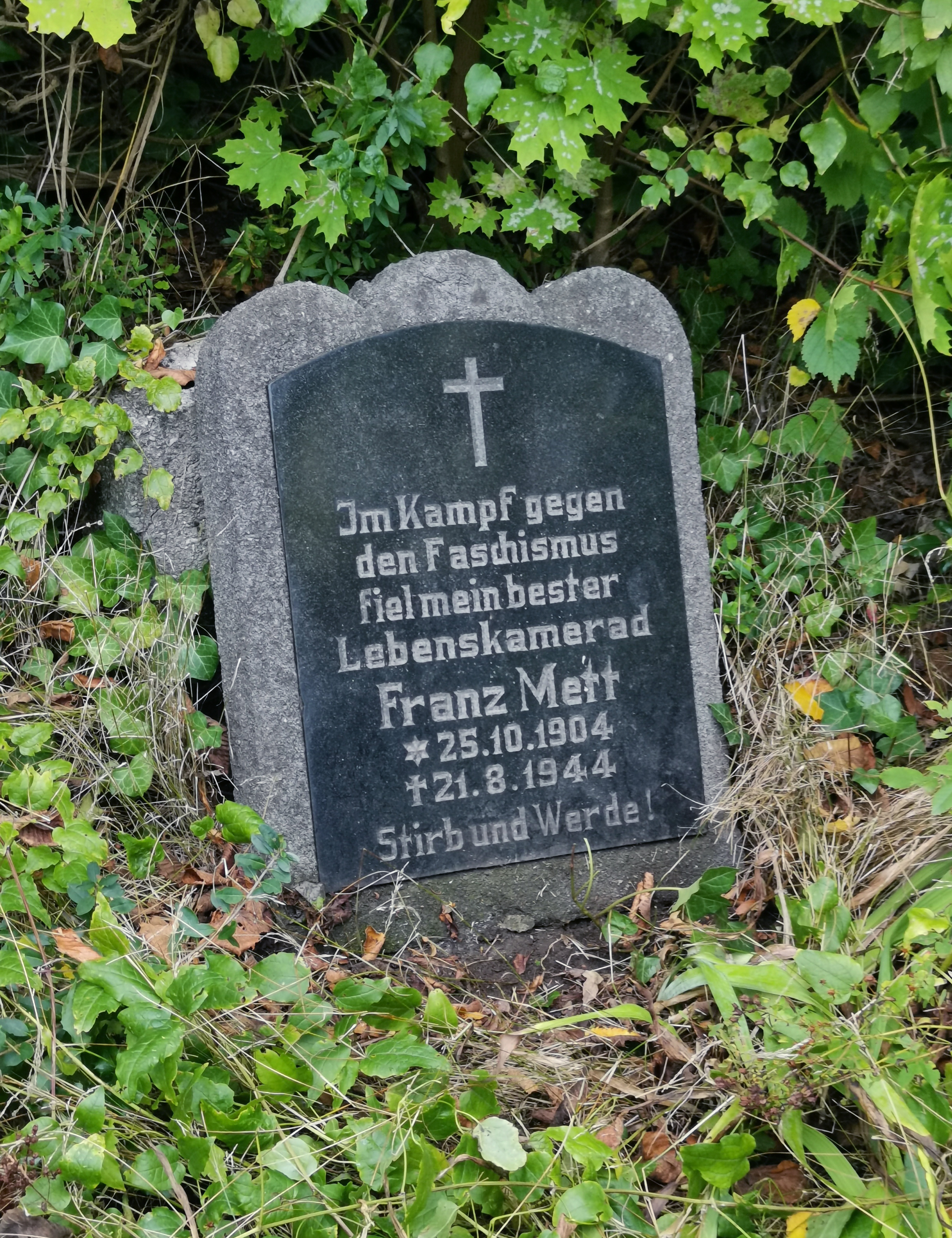
Grab auf dem St.-Marien- und St.-Nikolai-Friedhof I in Berlin-Prenzlauer Berg (Abt. U 9)

Franz Mett (* 25. Oktober 1904 in Nickelnischken, Kreis Stallupönen in Ostpreußen; † 21. August 1944 im Zuchthaus Brandenburg) war ein deutscher Kommunist und Widerstandskämpfer gegen den Nationalsozialismus.

## Leben
Franz Mett besuchte von 1910 bis 1918 die Volksschule und arbeitete dann als Bergmann im Ruhrgebiet und als Metallarbeiter in Berlin. 1926 wurde er Mitglied der KPD. Als er 1929 arbeitslos wurde, übernahm er Funktionen als Kassierer und Agitpropleiter. 1932 heiratete er seine Freundin Johanna.
Nach Beginn der faschistischen Diktatur 1933 setzte er seine Aktivitäten im kommunistischen Widerstand im Untergrund fort. 1934 wurde er festgenommen und wegen „Vorbereitung zum Hochverrat“ zu drei Jahren Zuchthaus verurteilt. 1934 bis 1937 war er im Zuchthaus Luckau, wo er Robert Uhrig kennenlernte, mit dem er nach der Entlassung ab 1938 eine neue Widerstandsgruppe aufbaute. Er wurde gemeinsam mit Kurt Lehmann und Walter Budeus zum Hauptkoordinator der Widerstandsgruppen in den Berliner Großbetrieben und hatte dadurch auch Kontakte zum Widerstandsnetz der Roten Kapelle. Am 4. Februar 1942 wurde er durch die Gestapo verhaftet und am 7. Juni 1944 vom Volksgerichtshof zum Tode verurteilt. Das nicht rechtskräftige Urteil wurde am 21. August 1944 im Zuchthaus Brandenburg vollstreckt.
Sein Grab befindet sich auf dem St.-Marien- und St.-Nikolai-Friedhof I im Ortsteil Prenzlauer Berg.

## Ehrungen

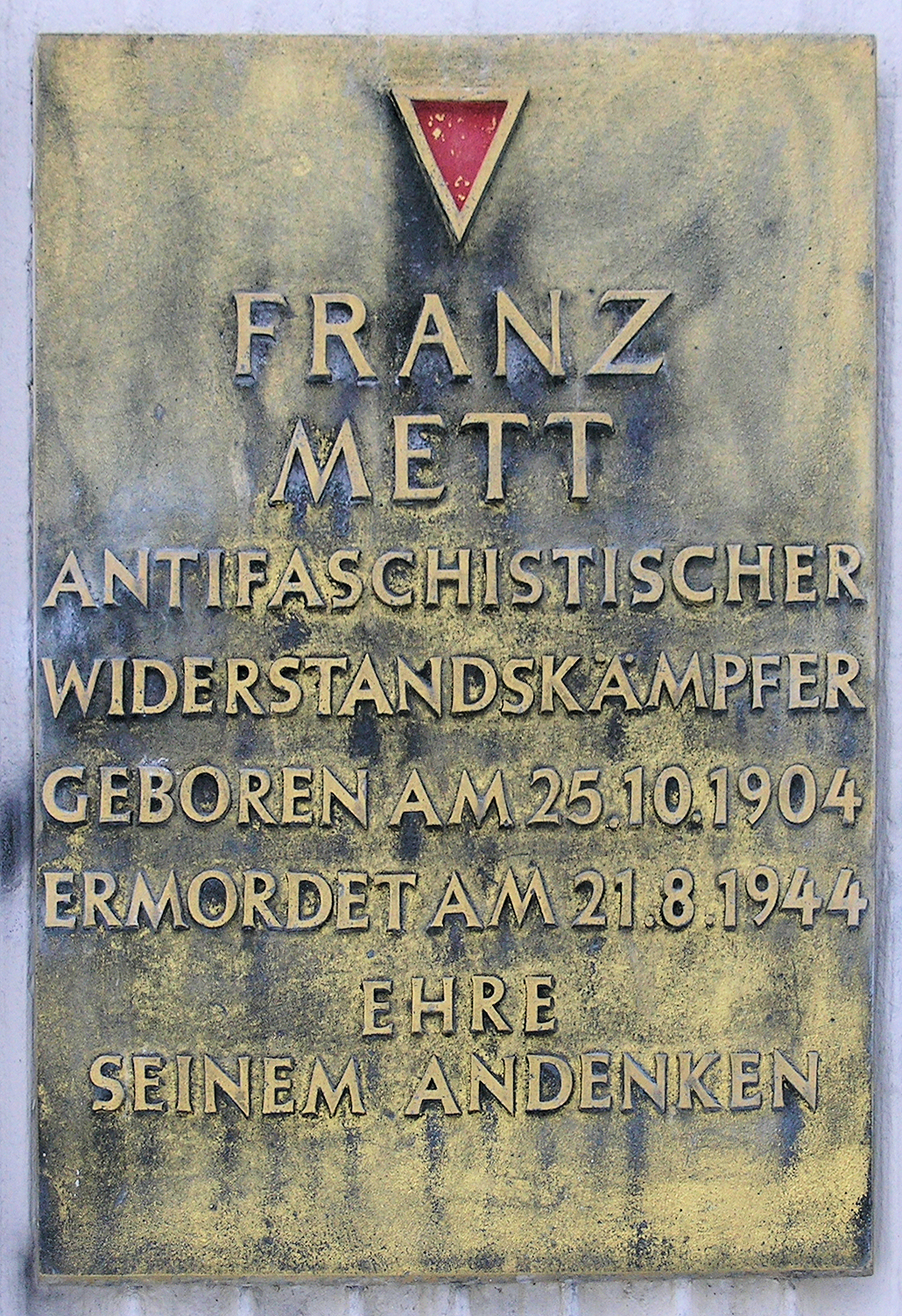
Gedenktafel am Schulgebäude Weinmeisterstraße 16

- In Berlin-Lichtenberg gibt es seit 14. Januar 1976 die Franz-Mett-Straße.
- Bis in die 1970er Jahre befand sich am Wohnhaus von Mett, Mulackstraße 8,[2] ebenfalls eine 1958 am Vorabend des Tages der Opfer des Faschismus angebrachte Gedenktafel. Das Haus wurde dann aber abgerissen.
- In Berlin-Mitte, Weinmeisterstraße 16, gab es die Franz-Mett-Oberschule.[3] Nach der Wende befand sich in diesem Gebäude die 1. Gesamtschule Mitte. Heute befinden sich dort die Waldorf-Schule Mitte und weitere Einrichtungen der Waldorfpädagogik. Seit DDR-Zeiten befindet sich am Schulgebäude eine Gedenktafel.
- Ebenfalls in Berlin-Mitte (Gormannstraße 13) gibt es die Franz-Mett-Sporthalle.[4]